# Liste der längsten Flüsse der Erde
Die Liste der längsten Flüsse der Erde enthält die Flüsse mit mehr als 1000 Kilometern Länge in absteigender Reihenfolge.
Die Aufstellung enthält hydrographische und gewässerbezogene geographische Merkmale, somit sind beispielsweise die durchflossenen Staaten nicht aufgeführt. Es sind sowohl Hauptflüsse enthalten (ins Meer mündend oder endorheisch) als auch Nebenflüsse.
Die Längenangabe bezieht sich generell auf den längsten Fließweg innerhalb des jeweiligen Flusssystems. Davon abweichende Fließwege, etwa entlang des namentlichen Hauptflusses, sind in der Spalte Rang mit gleicher Nummer und zusätzlichem Buchstaben gekennzeichnet. Meeresbuchten, die einen aufgelisteten Flusslauf fortsetzen, wie zum Beispiel Obbusen, Jenisseibucht oder Río de la Plata, sind nicht berücksichtigt.

## Erklärung
- Rang: Fortlaufende Nummerierung der ins Meer mündenden Ströme nach längstem Fließweg im jeweiligen Flusssystem. (Üblicherweise wird zum Beispiel die Länge des Mississippi über den Missouri und seinen längsten Oberlauf angegeben.) Die Nebenflüsse (mit kleineren Ziffern) sind darin hierarchisch eingeordnet; nach der Nummer des Hauptflusses folgt, getrennt durch einen Punkt, die Rangnummer (wiederum nach Länge) unter den jeweiligen Nebenflüssen. Bei großen Flusssystemen gibt es sogar Nebenflüsse vierter Ordnung, die 1000 km Länge überschreiten (Beispiel: 2.1.2.1 Río Madre de Dios). Die Sortierung dieser Spalte erzeugt eine übersichtliche Ordnung nach Flusssystemen.
- Länge: Die Länge des jeweiligen Flusses bzw. Fließweges in Kilometer (km)
- Name: Name des Hauptflusses, gegebenenfalls gefolgt von den Namen der Flussabschnitte oder Nebenflüsse, die den längsten Fließweg bilden
- Mittlerer Abfluss: Mittlerer Abfluss (Wasserführung) im langjährigen Mittel in Kubikmeter pro Sekunde (m³/s) (gilt für den Bereich der maximalen Größe des Flusses, meistens die Mündung)

Anmerkung: Die Liste ist sortierbar. Durch Anklicken eines Spaltenkopfes wird die Liste nach dieser Spalte sortiert, ein weiteres Anklicken kehrt die Sortierung um. Durch das Anklicken zweier Spalten hintereinander lässt sich jede gewünschte Kombination erzielen.

## Flüsse mit einer Länge von mindestens 1000 km
| Rang Länge, Flusssystem | Länge (km) | Name                                                                              | Kontinent   | Quellgebiet                      | Mündung                             | Einzugs- gebiet (km2) | Mittlerer Abfluss (m3/s) |
| ----------------------- | ---------- | --------------------------------------------------------------------------------- | ----------- | -------------------------------- | ----------------------------------- | --------------------- | ------------------------ |
| 1                       | 6650       | Nil (mit Weißem Nil und Kagera-Nil)                                               | Afrika      | Ruandaberge                      | Mittelmeer                          | 3.254.853             | 2.660                    |
| 2                       | 6400       | Amazonas, über den Río Ucayali und dessen Zuflüsse                                | Südamerika  | Anden, Peruanische Ostkordillere | Atlantischer Ozean                  | 6.112.000             | 206.000                  |
| 3                       | 6380       | Jangtsekiang (mit Tongtian He)                                                    | Asien       | Tibet                            | Ostchinesisches Meer                | 1.722.155             | 31.900                   |
| 4                       | 6051       | Mississippi, über Missouri (mit Jefferson und Red Rock River)                     | Nordamerika | Rocky Mountains                  | Golf von Mexiko                     | 3.248.000             | 21.300                   |
| 5                       | 5540       | Jenissei, über Angara (mit Selenga und Ider)                                      | Asien       | Sajangebirge                     | Arktischer Ozean                    | 2.554.482             | 20.200                   |
| 6                       | 5410       | Ob, über Irtysch                                                                  | Asien       | Mongolischer Altai               | Obbusen                             | 2.972.497             | 13.100                   |
| 7                       | 5052       | Amur mit Argun und Cherlen (episodisch)                                           | Asien       | Chentii-Gebirge                  | Ochotskisches Meer                  | 2.400.000             | 11.400                   |
| 8                       | 4845       | Gelber Fluss (Huáng Hé)                                                           | Asien       | Bayan-Har-Gebirge                | Gelbes Meer                         | 752.000               | 2.571                    |
| 9                       | 4835       | Kongo, über Luvua, Luapula und Chambeshi                                          | Afrika      | Südlich des Tanganjikasees       | Atlantischer Ozean                  | 3.730.474             | 41.800                   |
| 10                      | 4692       | Lena über Witim mit Witimkan                                                      | Asien       | Ikatgebirge                      | Laptewsee                           | 2.306.772             | 18.300                   |
| 11                      | 4500       | Mekong                                                                            | Asien       | Tibet                            | Südchinesisches Meer                | 795.000               | 16.000                   |
| 6 a                     | 4338       | Ob (mit Katun)                                                                    | Asien       | Altai-Gebirge                    | Obbusen                             | 2.972.497             | 13.100                   |
| 10 a                    | 4294       | Lena (Namensstrang)                                                               | Asien       | Baikalgebirge                    | Laptewsee                           | 2.306.772             | 18.300                   |
| 12                      | 4260       | Mackenzie (mit Slave, Peace und Finlay River)                                     | Nordamerika | Rocky Mountains                  | Beaufortsee                         | 1.743.058             | 10.700                   |
| 5 a                     | 4259       | Jenissei (Namensstrang, mit Kleinem Jenissei und Schargyn gol)                    | Asien       | Sajangebirge                     | Arktischer Ozean                    | 2.554.482             | 20.200                   |
| 6.1                     | 4248       | Irtysch                                                                           | Asien       | Mongolischer Altai               | Ob                                  | 1.673.470             | 2.980                    |
| 13                      | 4184       | Niger                                                                             | Afrika      | Loma Mountains                   | Atlantischer Ozean                  | 2.261.763             | 7.900                    |
| 4.1                     | 4130       | Missouri (mit Jefferson und Red Rock River)                                       | Nordamerika | Rocky Mountains                  | Mississippi                         | 1.371.010             | 2.445                    |
| 14                      | 3998       | Paraná (mit Rio Grande)                                                           | Südamerika  | Serra da Mantiqueira             | Atlantischer Ozean, Río de la Plata | 2.582.672             | 19.506                   |
| 1.1                     | 3850       | Weißer Nil (mit Kagera-Nil)                                                       | Afrika      | Ruandaberge                      | Quellfluss des Nils                 | 1.850.000             | 900                      |
| 4 a                     | 3778       | Mississippi (Namensstrang)                                                        | Nordamerika | Lake Itasca                      | Golf von Mexiko                     | 2.981.076             | 21.300                   |
| 15                      | 3672       | Murray River, über Darling River, Culgoa River, Balonne River und Condamine River | Australien  | Great Dividing Range             | Indischer Ozean                     | 1.058.549             | 748                      |
| 16                      | 3596       | Schatt al-Arab mit Euphrat und Murat                                              | Asien       | Nördlich des Vansees             | Persischer Golf                     | 1.125.000             | 2.960                    |
| 17                      | 3530       | Wolga                                                                             | Europa      | Waldaihöhen                      | Kaspisches Meer                     | 1.360.000             | 8.064                    |
| 18                      | 3450       | Meghna mit Padma und Brahmaputra                                                  | Asien       | Himalaya                         | Golf von Bengalen                   | 1.722.300             | 42.800                   |
| 5.1                     | 3387       | Angara (mit Selenga und Ider)                                                     | Asien       | Sajangebirge                     | Jenissei                            | 1.039.000             | 4.518                    |
| 16.1                    | 3380       | Euphrat (mit Murat)                                                               | Asien       | Nördlich des Vansees             | Schatt al-Arab                      | 765.831               | 837                      |
| 2.1                     | 3380       | Rio Madeira, über Río Mamoré und Río Grande                                       | Südamerika  | Anden                            | Amazonas                            | 1.420.000             | 31.200                   |
| 2.2                     | 3283       | Rio Juruá                                                                         | Südamerika  | Anden                            | Amazonas                            | 186.000               | 6.600                    |
| 2.3                     | 3210       | Rio Purus                                                                         | Südamerika  | Anden                            | Amazonas                            | 371.042               | 10.970                   |
| 19                      | 3199       | Rio São Francisco                                                                 | Südamerika  | Serra da Canastra                | Atlantischer Ozean                  | 617.812               | 2.943                    |
| 20                      | 3185       | Yukon River (mit Teslin River und Nisutlin River)                                 | Nordamerika | Rocky Mountains                  | Beringmeer                          | 854.700               | 7.000                    |
| 21                      | 3180       | Indus                                                                             | Asien       | Himalaya                         | Arabisches Meer                     | 1.081.733             | 5.533                    |
| 18.1                    | 3100       | Brahmaputra mit Unterlauf Jamuna                                                  | Asien       | Himalaya                         | Padma                               | 651.334               | 21.200                   |
| 22                      | 3034       | Rio Grande                                                                        | Nordamerika | Rocky Mountains                  | Golf von Mexiko                     | 608.023               | 160                      |
| 23                      | 3019       | Syrdarja (mit Naryn)                                                              | Asien       | Tian Shan                        | Aralsee                             | 782.669               | 700                      |
| 24                      | 3010       | Orinoco, über Guaviare                                                            | Südamerika  | Serra Parima                     | Atlantischer Ozean                  | 953.598               | 37.740                   |
| 5.2                     | 2989       | Untere Tunguska                                                                   | Asien       | Mittelsibirisches Bergland       | Jenissei                            | 473.000               | 3.680                    |
| 25                      | 2980       | Saluen                                                                            | Asien       | Tibet                            | Andamanensee                        | 324.000               | 6.700                    |
| 26                      | 2930       | Sankt-Lorenz-Strom mit North River                                                | Nordamerika | Minnesota                        | Atlantischer Ozean                  | 1.030.000             | 12.309                   |
| 27                      | 2857       | Donau (mit Breg)                                                                  | Europa      | Schwarzwald                      | Schwarzes Meer                      | 817.000               | 6.500                    |
| 15.1                    | 2844       | Darling River (mit Culgoa, Balonne und Condamine River)                           | Australien  | Great Dividing Range             | Murray River                        | 635.480               | 102                      |
| 2.4                     | 2816       | Rio Japurá (mit Río Caquetá)                                                      | Südamerika  | Anden                            | Amazonas                            | 255.700               | 18.620                   |
| 28                      | 2743       | Amudarja (mit Pjandsch)                                                           | Asien       | Pamir/Hindukusch                 | Aralsee                             | 465.000               | 1.300                    |
| 29                      | 2671       | Nelson River (mit Saskatchewan River, South Saskatchewan River und Bow River)     | Nordamerika | Rocky Mountains                  | Hudson Bay                          | 1.093.442             | 3.486                    |
| 2.5                     | 2670       | Río Ucayali (mit Río Tambo, Río Ene und Río Apurímac)                             | Südamerika  | Anden                            | Quellfluss des Amazonas             | 337.519               | 13.500                   |
| 10.1                    | 2650       | Wiljui                                                                            | Asien       | Mittelsibirisches Bergland       | Lena                                | 454.000               | 1.480                    |
| 18.2                    | 2620       | Ganges (Namensstrang, mit Quellfluss Bhagirathi und Abzweig Bhagirathi)           | Asien       | Himalaya                         | Padma                               | 1.016.104             | 18.691                   |
| 30                      | 2574       | Sambesi                                                                           | Afrika      | Lundaschwelle                    | Indischer Ozean                     | 1.332.574             | 4.200                    |
| 14.1                    | 2549       | Río Paraguay                                                                      | Südamerika  | Mato-Grosso-Plateau              | Río Paraná                          | 1.168.540             | 4.550                    |
| 31                      | 2513       | Kolyma (mit Kulu und Kenjelitschi)                                                | Asien       | Kolymagebirge                    | Ostsibirische See                   | 679.908               | 4.100                    |
| 15 a                    | 2508       | Murray River                                                                      | Australien  | Great Dividing Range             | Indischer Ozean                     | 1.058.549             | 748                      |
| 32                      | 2450       | Rio Tocantins, über Rio Araguaia                                                  | Südamerika  | Serra dos Caiapós                | Atlantischer Ozean                  | 749.200               | 11.796                   |
| 6.1.1                   | 2450       | Ischim                                                                            | Asien       | Kasachische Schwelle             | Irtysch                             | 177.000               | 83                       |
| 33                      | 2428       | Ural                                                                              | Eurasien    | Uralgebirge                      | Kaspisches Meer                     | 244.280               | 297                      |
| 2.6                     | 2400       | Rio Negro, über Río Vaupés                                                        | Südamerika  | Anden                            | Amazonas                            | 720.114               | 29.300                   |
| 4.2                     | 2364       | Arkansas River                                                                    | Nordamerika | Rocky Mountains                  | Mississippi River                   | 435.122               | 1.271                    |
| 12.1                    | 2338       | Slave River (mit Peace River und Finlay River)                                    | Nordamerika | Rocky Mountains                  | Großer Sklavensee, Mackenzie        | 1.743.058             | 10.700                   |
| 34                      | 2333       | Colorado River                                                                    | Nordamerika | Rocky Mountains                  | Pazifischer Ozean                   | 629.100               | 620                      |
| 35                      | 2292       | Olenjok                                                                           | Asien       | Mittelsibirisches Bergland       | Arktischer Ozean/Laptewsee          | 219.000               | 1.210                    |
| 2.7                     | 2291       | Rio Tapajós (mit Rio Teles Pires)                                                 | Südamerika  | Mato-Grosso-Plateau              | Amazonas                            | 486.792               | 13.540                   |
| 10.2                    | 2273       | Aldan                                                                             | Asien       | Stanowoigebirge                  | Lena                                | 729.000               | 5.501                    |
| 9.1                     | 2272       | Ubangi (mit Uelle)                                                                | Afrika      | Zentralafrikanische Schwelle     | Kongo                               | 643.900               | 5.936                    |
| 36                      | 2240       | Columbia River (mit Snake River)                                                  | Nordamerika | Rocky Mountains                  | Pazifischer Ozean                   | 668.217               | 7.500                    |
| 37                      | 2201       | Dnepr                                                                             | Europa      | Waldaihöhen                      | Schwarzes Meer                      | 531.817               | 1.670                    |
| 32.1                    | 2198       | Rio Araguaia                                                                      | Südamerika  | Serra dos Caiapós                | Rio Tocantins                       | 384.800               | 6.420                    |
| 38                      | 2197       | Westfluss (Xi Jiang)                                                              | Asien       | Llanwan Shan                     | Südchinesisches Meer                | 409.458               | 9.500                    |
| 39                      | 2190       | Tarim, über Yarkant                                                               | Asien       | Karakorum                        | Lop Nor                             | 560.000               | 920                      |
| 4.3                     | 2188       | Red River (mit Tierra Blanca Creek und Frio Creek, episodisch)                    | Nordamerika | Rocky Mountains                  | Mississippi                         | 187.944               | 2.349                    |
| 40                      | 2170       | Irrawaddy                                                                         | Asien       | Himalaya                         | Andamanensee                        | 413.674               | 15.112                   |
| 41                      | 2160       | Oranje                                                                            | Afrika      | Hochland von Lesotho             | Atlantischer Ozean                  | 973.000               | 370                      |
| 9.2                     | 2153       | Kasai                                                                             | Afrika      | Hochland von Bié                 | Kongo                               | 881.890               | 9.873                    |
| 24 a                    | 2140       | Orinoco (Namensstrang)                                                            | Südamerika  | Serra Parima                     | Atlantischer Ozean                  | 953.598               | 37.740                   |
| 4.4                     | 2102       | Ohio River (mit Allegheny River)                                                  | Nordamerika | Appalachen                       | Mississippi                         | 490.574               | 7.973                    |
| 42                      | 2060       | Brazos River                                                                      | Nordamerika | New Mexico, Grenze zu Texas      | Golf von Mexiko                     | 121.281               | 230                      |
| 6.2                     | 2023       | Tschulym (mit Weißem Ijus)                                                        | Asien       | Kusnezker Alatau                 | Ob                                  | 134.000               | 790                      |
| 14.2                    | 2011       | Río Salado del Norte                                                              | Südamerika  | Anden                            | Río Paraná                          | 247.000               | 15                       |
| 14.1.1                  | 1999       | Río Pilcomayo                                                                     | Südamerika  | Anden                            | Río Paraguay                        | 272.000               | 170                      |
| 2.8                     | 1980       | Rio Xingu                                                                         | Südamerika  | Mato-Grosso-Plateau              | Amazonas                            | 520.292               | 9.680                    |
| 10.3                    | 1978       | Witim (mit Witimkan)                                                              | Asien       | Ikatberge                        | Lena                                | 227.000               | 2.000                    |
| 43                      | 1977       | Indigirka (mit Chastach)                                                          | Asien       | Werchojansker Gebirge            | Ostsibirische See                   | 274.818               | 1.850                    |
| 2.1.1                   | 1931       | Río Mamoré                                                                        | Südamerika  | Kordillere von Cochabamba        | Quellfluss des Rio Madeira          | 650.000               | 8.200                    |
| 44                      | 1910       | Juba, über Shabelle                                                               | Afrika      | Hochland von Abessinien          | Indischer Ozean                     | 803.212               | 193                      |
| 2.9                     | 1905       | Marañón                                                                           | Südamerika  | Anden                            | Quellfluss des Amazonas             | 382.877               | 16.708                   |
| 45                      | 1904       | Don, über Bystraja Sosna                                                          | Europa      | Mittelrussische Platte           | Schwarzes Meer                      | 458.703               | 935                      |
| 16.2                    | 1899       | Tigris                                                                            | Asien       | Ost-Taurusgebirge                | Schatt al-Arab                      | 375.000               | 1.500                    |
| 46                      | 1872       | Río Colorado, über Río Salado del Oeste                                           | Südamerika  | Anden                            | Atlantischer Ozean                  | 419.081               | 140                      |
| 5.3                     | 1865       | Steinige Tunguska                                                                 | Asien       | Mittelsibirisches Bergland       | Jenissei                            | 239.000               | 1.750                    |
| 7.1                     | 1840       | Songhua                                                                           | Asien       | Changbai-Gebirge                 | Amur                                | 459.745               | 2.500                    |
| 44.1                    | 1820       | Shabelle                                                                          | Afrika      | Mendebo-Gebirge                  | Juba                                | 336.627               | 68                       |
| 47                      | 1819       | Volta (mit Schwarzem Volta)                                                       | Afrika      | Bobo-Dioulasso                   | Atlantischer Ozean                  | 407.097               | 1.290                    |
| 2.10                    | 1813       | Río Putumayo                                                                      | Südamerika  | Anden                            | Amazonas                            | 139.300               | 8.760                    |
| 48                      | 1809       | Petschora                                                                         | Europa      | Ural                             | Barentssee                          | 327.000               | 4.800                    |
| 49                      | 1806       | Nördliche Dwina (mit Wytschegda)                                                  | Europa      | Timanrücken                      | Weißes Meer                         | 357.052               | 3.560                    |
| 17.1                    | 1805       | Kama                                                                              | Europa      | Kamahöhen                        | Wolga                               | 522.000               | 4.100                    |
| 50                      | 1800       | Okavango                                                                          | Afrika      | Hochland von Bié                 | versiegt im Okavangobecken          | 413.550               | 304                      |
| 51                      | 1790       | Río Uruguay                                                                       | Südamerika  | Südbrasilianisches Bergland      | Atlantischer Ozean, Río de la Plata | 358.000               | 7.058                    |
| 1.2                     | 1783       | Blauer Nil                                                                        | Afrika      | Hochland von Abessinien          | Quellfluss des Nils                 | 326.400               | 1.548                    |
| 5.19                    | 1779       | Angara (nur Namensstrang)                                                         | Asien       | Baikalsee                        | Jenissei                            | 1.039.000             | 4.518                    |
| 52                      | 1750       | Limpopo                                                                           | Afrika      | Witwatersrand                    | Indischer Ozean                     | 421.168               | 265                      |
| 53                      | 1740       | Schari (mit Ouham)                                                                | Afrika      | Nordäquatorialschwelle           | Tschadsee                           | 548.747               | 1.059                    |
| 54                      | 1716       | Rio Parnaíba                                                                      | Südamerika  | Brasilianisches Bergland         | Atlantischer Ozean                  | 322.823               | 846                      |
| 36.1                    | 1670       | Snake River                                                                       | Nordamerika | Rocky Mountains                  | Columbia River                      | 279.700               | 1.390                    |
| 44 a                    | 1658       | Juba (Hauptstrang)                                                                | Afrika      | Hochland von Abessinien          | Indischer Ozean                     | 803.212               | 550                      |
| 3.1                     | 1637       | Yalong                                                                            | Asien       | Bayan Har Shan                   | Jangtsekiang                        | 128.444               | 1.914                    |
| 55                      | 1636       | Chatanga (mit Kotui)                                                              | Asien       | Putorana-Gebirge                 | Chatangabusen, Laptewsee            | 364.000               | 3.200                    |
| 6.3                     | 1621       | Ket                                                                               | Asien       | Region Krasnojarsk               | Ob                                  | 94.200                | 560                      |
| 7.2                     | 1620       | Argun                                                                             | Asien       | Großes Hinggan-Gebirge           | Quellfluss des Amur                 | 164.000               | 340                      |
| 2.11                    | 1611       | Rio Javari                                                                        | Südamerika  | Anden                            | Amazonas                            | 105.700               | 4.545                    |
| 56                      | 1609       | Churchill River                                                                   | Nordamerika | Alberta                          | Hudson Bay                          | 281.300               | 510                      |
| 4.1.1                   | 1593       | Platte River (mit North Platte River)                                             | Nordamerika | Rocky Mountains                  | Missouri River                      | 233.100               | 199                      |
| 7.3                     | 1592       | Schilka (mit Onon)                                                                | Asien       | Jablonowygebirge                 | Quellfluss des Amur                 | 206.000               | 550                      |
| 6.1.2                   | 1591       | Tobol                                                                             | Asien       | Ural                             | Irtysch                             | 426.000               | 805                      |
| 57                      | 1590       | Alaseja mit (Kadyltschan)                                                         | Asien       | Alaseja-Plateau                  | Ostsibirische See                   | 69.700                | 320                      |
| 15.2                    | 1579       | Murrumbidgee River                                                                | Australien  | Snowy Mountains                  | Murray                              | 84.000                | 147                      |
| 2.1.2                   | 1559       | Río Beni                                                                          | Südamerika  | Anden                            | Quellfluss des Rio Madeira          | 283.350               | 8.900                    |
| 21.1                    | 1551       | Panjnad über Satluj                                                               | Asien       | Tibet                            | Indus                               | 395.000               | 2.500                    |
| 58                      | 1538       | Río Magdalena                                                                     | Südamerika  | Zentralkordillere                | Karibisches Meer                    | 263.858               | 9.000                    |
| 17.2                    | 1537       | Oka, über Suscha                                                                  | Europa      | Mittelrussische Platte           | Wolga                               | 245.000               | 1.300                    |
| 3.2                     | 1532       | Han Jiang                                                                         | Asien       | Provinz Shaanxi                  | Jangtsekiang                        | 176.000               | 1.200                    |
| 30.1                    | 1500       | Cuando                                                                            | Afrika      | Hochland von Bié                 | Sambesi                             | 96.780                | 32                       |
| 24.1                    | 1497       | Río Guaviare                                                                      | Südamerika  | Ostkordillere                    | Orinoco                             | 140.000               | 7.529                    |
| 2.1.1.2.1               | 1493       | Río Itonomas                                                                      | Südamerika  | Chiquitanía                      | Río Iténez                          | 123.853               |                          |
| 59                      | 1492       | Jana mit Sartang                                                                  | Asien       | Werchojansker Gebirge            | Laptewsee                           | 238.000               | 1.030                    |
| 22.1                    | 1490       | Pecos River                                                                       | Nordamerika | Rocky Mountains                  | Rio Grande                          | 114.700               | 4330                     |
| 2.12                    | 1488       | Rio Jutai                                                                         | Südamerika  | Amazonastiefland                 | Amazonas                            | 77.100                | 3.800                    |
| 15.2.1                  | 1484       | Lachlan River                                                                     | Australien  | Snowy Mountains                  | Murrumbidgee                        | 84.700                | 40                       |
| 5.1.1                   | 1476       | Selenga mit Ider                                                                  | Asien       | Changai-Gebirge                  | Baikalsee                           | 425.000               | 950                      |
| 60                      | 1465       | Godavari                                                                          | Asien       | Hochland des Dekkan              | Golf von Bengalen                   | 313.390               | 3.038                    |
| 10.2.1                  | 1462       | Amga                                                                              | Asien       | Aldanhochland                    | Aldan                               | 69.300                | 170                      |
| 4.2.1                   | 1458       | Canadian River                                                                    | Nordamerika | Rocky Mountains                  | Arkansas                            | 121.500               | 182                      |
| 14.1.2                  | 1450       | Río Bermejo                                                                       | Südamerika  | Anden                            | Río Paraguay                        | 133.000               | 339                      |
| 9.3                     | 1450       | Lomami                                                                            | Afrika      | Nördlich der Lundaschwelle       | Kongo                               | 110.000               | 1.700                    |
| 61                      | 1439       | Ili mit Tekes                                                                     | Asien       | Tian Shan                        | Balchasch-See                       | 153.800               | 450                      |
| 62                      | 1438       | Colorado River (Texas)                                                            | Nordamerika | Rocky Mountains                  | Golf von Mexiko                     | 112.299               | 74                       |
| 2.1.1.1                 | 1438       | Río Grande (mit Río Caine und Río Rocha)                                          | Südamerika  | Kordillere von Cochabamba        | Río Mamoré                          | 102.600               | 800                      |
| 10.4                    | 1436       | Oljokma                                                                           | Asien       | Jablonowygebirge                 | Lena                                | 210.000               | 1.950                    |
| 2.6.1                   | 1430       | Rio Branco                                                                        | Südamerika  | Serra Parima                     | Rio Negro                           | 189.925               | 5.300                    |
| 17.1.1                  | 1430       | Belaja                                                                            | Europa      | Ural                             | Kama                                | 142.000               | 970                      |
| 63                      | 1430       | Senegal mit Bafing                                                                | Afrika      | Bergland von Fouta Djallon       | Atlantischer Ozean                  | 419.659               | 1.500                    |
| 4.4.1                   | 1425       | Tennessee River mit French Broad River                                            | Nordamerika | Blue Ridge Mountains             | Ohio                                | 105.900               | 2.000                    |
| 64                      | 1420       | Cooper Creek (periodisch)                                                         | Australien  | Great Dividing Range             | Eyresee                             | 244.000               | 74                       |
| 13.1                    | 1416       | Benue                                                                             | Afrika      | Hochland von Adamaua             | Niger                               | 327.000               | 3.400                    |
| 55.1                    | 1409       | Kotui                                                                             | Asien       | Putoranagebirge                  | Quellfluss des Chatanga             | 176.000               |                          |
| 65                      | 1401       | Tas                                                                               | Asien       | Westsibirisches Tiefland         | Tasbusen, Karasee                   | 150.000               | 1.450                    |
| 9.4                     | 1400       | Luvua mit Luapula und Chambeshi                                                   | Afrika      | Südlich des Tanganjikasees       | Kongo                               | 265.300               | 600                      |
| 2.1.2.1                 | 1398       | Río Madre de Dios                                                                 | Südamerika  | Anden                            | Río Beni                            | 125.287               | 6.372                    |
| 29.1                    | 1392       | South Saskatchewan River                                                          | Nordamerika | Rocky Mountains                  | Quellfluss des Saskatchewan River   | 158.000               | 280                      |
| 18.2.1                  | 1376       | Yamuna                                                                            | Asien       | Himalaya                         | Ganges                              | 351.000               | 2.950                    |
| 2.6.2                   | 1375       | Río Vaupés                                                                        | Südamerika  | Andenvorland                     | Río Negro                           | 64.890                | 4.040                    |
| 2.7.1                   | 1370       | Rio Teles Pires                                                                   | Südamerika  | Mato-Grosso-Plateau              | Quellfluss des Rio Tapajós          | 171.472               | 3.980                    |
| 66                      | 1368       | Fraser River                                                                      | Nordamerika | Rocky Mountains                  | Pazifischer Ozean                   | 248.035               | 3.550                    |
| 67                      | 1364       | Kura                                                                              | Asien       | Gebiet Kars                      | Kaspisches Meer                     | 202.040               | 580                      |
| 2.1.1.2                 | 1364       | Rio Guaporé                                                                       | Südamerika  | Mato-Grosso-Plateau              | Rio Madeira                         | 266.460               | 1.530                    |
| 68                      | 1355       | Kizilirmak                                                                        | Asien       | Ostanatolisches Hochland         | Schwarzes Meer                      | 78.180                | 184                      |
| 68                      | 1355       | Pjassina mit Dudypta                                                              | Asien       | Nordsibirisches Tiefland         | Karasee                             | 182.000               | 2.600                    |
| 6.1.2.1                 | 1354       | Tawda mit Soswa                                                                   | Asien       | Ural                             | Tobol                               | 90.950                | 440                      |
| 70                      | 1352       | Dnister                                                                           | Europa      | Waldkarpaten                     | Schwarzes Meer                      | 74.762                | 339                      |
| 47.1                    | 1352       | Schwarzer Volta                                                                   | Afrika      | Oberguineaschwelle               | Quellfluss des Volta                | 147.000               | 260                      |
| 58.1                    | 1349       | Río Cauca                                                                         | Südamerika  | Hochebenen von Sotará            | Río Magdalena                       | 63.000                | 2.364                    |
| 71                      | 1345       | Liao                                                                              | Asien       | Mandschurisches Tiefland         | Gelbes Meer                         | 274.124               | 600                      |
| 14.3                    | 1320       | Rio Iguaçu                                                                        | Südamerika  | Serra da Mantiqueira             | Río Paraná                          | 62.000                | 1.796                    |
| 5.1.2                   | 1319       | Tassejewa mit Tschuna                                                             | Asien       | Sajangebirge                     | Angara                              | 128.000               | 740                      |
| 17.1.2                  | 1314       | Wjatka                                                                            | Europa      | Ural                             | Kama                                | 129.000               | 890                      |
| 72                      | 1312       | Narmada                                                                           | Asien       | Hochland des Dekkan              | Arabisches Meer                     | 98.800                | 1.218                    |
| 2.1.2.2                 | 1310       | Río Orthon (mit Río Tahuamanu)                                                    | Südamerika  | Voranden von Peru                | Río Beni                            | 33.725                | 550                      |
| 73                      | 1310       | Mobile River (mit Alabama River, Coosa River und Etowah River)                    | Nordamerika | Appalachen                       | Golf von Mexiko                     | 138.130               | 1.900                    |
| 2.8.1                   | 1300       | Rio Iriri                                                                         | Südamerika  | Mato-Grosso-Plateau              | Rio Xingu                           | 130.000               | 2.745                    |
| 74                      | 1300       | Río Negro mit Río Neuquén                                                         | Südamerika  | Anden                            | Atlantischer Ozean                  | 160.284               | 950                      |
| 9.6                     | 1300       | Sangha, über Mambéré                                                              | Afrika      | Hochland von Adamaua             | Kongo                               | 213.400               | 2.471                    |
| 75                      | 1291       | Krishna                                                                           | Asien       | Hochland des Dekkan              | Golf von Bengalen                   | 226.026               | 1.730                    |
| 4.2.1.1                 | 1290       | North Canadian River                                                              | Nordamerika | Rocky Mountains                  | Canadian River                      | 45.600                |                          |
| 30.2                    | 1288       | Shire mit Ruhuhu                                                                  | Afrika      | Livingstone-Berge                | Sambesi                             | 149.159               | 498                      |
| 9.5                     | 1287       | Aruwimi                                                                           | Afrika      | Blaues Gebirge                   | Kongo                               | 116.100               | 2.000                    |
| 29.2                    | 1287       | North Saskatchewan River                                                          | Nordamerika | Rocky Mountains                  | Quellfluss des Saskatchewan River   | 122.800               | 245                      |
| 76                      | 1281       | Río Grande de Santiago (mit Lerma)                                                | Nordamerika | Hochland von Mexiko              | Pazifischer Ozean                   | 72.427                | 345                      |
| 3.3                     | 1279       | Min Jiang, über Dadu He                                                           | Asien       | Bayan-Har-Gebirge                | Jangtsekiang                        | 133.000               | 2.840                    |
| 26.1                    | 1271       | Ottawa River                                                                      | Nordamerika | Abfluss des Capimitchigama-Sees  | Sankt-Lorenz-Strom                  | 146.300               | 1.950                    |
| 77                      | 1254       | Cherlen                                                                           | Asien       | Chentii-Gebirge                  | Hulun Nur                           | 116.000               | 15                       |
| 41.1                    | 1251       | Vaal                                                                              | Afrika      | Drakensberge                     | Oranje                              | 189.000               | 125                      |
| 78                      | 1245       | Elbe, über Moldau                                                                 | Europa      | Riesengebirge, Böhmerwald        | Nordsee                             | 148.268               | 870                      |
| 21.1.2                  | 1242       | Chenab                                                                            | Asien       | Himalaya                         | Panjnad                             | 138.000               | 800                      |
| 7.4                     | 1242       | Seja                                                                              | Asien       | Stanowoigebirge                  | Amur                                | 233.000               | 1.900                    |
| 2.7.2                   | 1240       | Rio Juruena                                                                       | Südamerika  | Mato-Grosso-Plateau              | Quellfluss des Rio Tapajós          | 190.940               | 4.360                    |
| 79                      | 1239       | Rhein                                                                             | Europa      | Schweizer Alpen                  | Nordsee                             | 218.300               | 2.900                    |
| 12.2                    | 1231       | Athabasca River                                                                   | Nordamerika | Rocky Mountains                  | Quellfluss des Mackenzie River      | 95.300                | 650                      |
| 9.2.1                   | 1230       | Sankuru                                                                           | Afrika      | Lundaschwelle                    | Kasai                               | 156.000               | 2.500                    |
| 9.2.2                   | 1200       | Kwango                                                                            | Afrika      | Lundaschwelle                    | Kasai                               | 263.500               | 2.700                    |
| 24.2                    | 1200       | Río Meta                                                                          | Südamerika  | Ostkordillere                    | Orinoco                             | 104.000               | 5.694                    |
| 29.3                    | 1200       | Red River of the North (mit Sheyenne River)                                       | Nordamerika | Missouriplateau                  | Winnipegsee, Nelson River           | 287.500               | 240                      |
| 10.1.1                  | 1181       | Marcha                                                                            | Asien       | Mittelsibirisches Bergland       | Wiljui                              | 99.000                | 410                      |
| 34.1                    | 1175       | Green River                                                                       | Nordamerika | Rocky Mountains                  | Colorado River                      | 124.578               | 173                      |
| 80                      | 1175       | Mamberamo (mit Taritatu und Sobger)                                               | Australien  | Maokegebirge                     | Pazifischer Ozean                   | 78.992                | 5.500                    |
| 4.1.2                   | 1174       | Kansas River (mit Smoky Hill River)                                               | Nordamerika | Rocky Mountains                  | Missouri                            | 154.100               | 225                      |
| 4.1.3                   | 1173       | Milk River                                                                        | Nordamerika | Rocky Mountains                  | Missouri                            | 61.200                | 17                       |
| 7.1.1                   | 1170       | Nen Jiang                                                                         | Asien       | Großes Hinggan-Gebirge           | Songhua Jiang                       | 244.000               | 700                      |
| 81                      | 1165       | Kuskokwim River                                                                   | Nordamerika | Alaskakette                      | Beringmeer                          | 124.000               | 1.897                    |
| 4.5                     | 1161       | White River                                                                       | Nordamerika | Ozark-Plateau                    | Mississippi                         | 71.911                | 741                      |
| 82                      | 1160       | Comoé                                                                             | Afrika      | Bobo-Dioulasso                   | Atlantischer Ozean                  | 82.408                | 106                      |
| 5.1.1.1                 | 1160       | Orchon, über Tuul                                                                 | Asien       | Chentii-Gebirge                  | Selenga                             | 132.835               | 96                       |
| 6.1.3                   | 1160       | Demjanka                                                                          | Asien       | Wassjuganje                      | Irtysch                             | 34.800                | 167                      |
| 3.3.1                   | 1155       | Dadu He                                                                           | Asien       | Bayan-Har-Gebirge                | Min Jiang                           | 92.000                | 1.570                    |
| 31.1                    | 1150       | Omolon                                                                            | Asien       | Kolymagebirge                    | Kolyma                              | 118.600               | 700                      |
| 83                      | 1149       | Roter Fluss                                                                       | Asien       | Provinz Yúnnán                   | Südchinesisches Meer                | 170.977               | 3.800                    |
| 84                      | 1146       | Anadyr                                                                            | Asien       | Anjuigebirge                     | Beringmeer                          | 191.000               | 1.680                    |
| 4.1.4                   | 1143       | James River                                                                       | Nordamerika | Wells County                     | Missouri                            | 54.240                | 18                       |
| 85                      | 1143       | Kapuas                                                                            | Asien       | Müllergebirge                    | Südchinesisches Meer                | 98.749                | 6.012                    |
| 47.2                    | 1140       | Weißer Volta (Oberlauf periodisch)                                                | Afrika      | Oberguineaschwelle               | Quellfluss des Volta                | 106.000               | 272                      |
| 2.9.1                   | 1138       | Río Huallaga                                                                      | Südamerika  | Anden                            | Marañón                             | 95.000                | 3.796                    |
| 40.1                    | 1134       | Chindwin                                                                          | Asien       | Patkai-Gebirge                   | Irrawaddy                           | 114.000               | 4.740                    |
| 37.1                    | 1130       | Desna                                                                             | Europa      | Smolensker Höhen                 | Dnepr                               | 97.293                | 350                      |
| 86                      | 1130       | Hilmend                                                                           | Asien       | Hindukusch                       | Hilmendsee                          | 317.481               | 78                       |
| 14.4                    | 1130       | Rio Tietê                                                                         | Südamerika  | Serra da Mantiqueira             | Río Paraná                          | 71.600                | 620                      |
| 87                      | 1130       | Georgina River (periodisch)                                                       | Australien  | Barkly Tableland                 | Lake Eyre                           | 232.000               | 22                       |
| 88                      | 1126       | Sepik                                                                             | Australien  | Neuguinea, Victor Emanuel Range  | Bismarcksee                         | 80.321                | 5.000                    |
| 89                      | 1124       | Hari Rud                                                                          | Asien       | Koh-e-Baba-Gebirge               | versiegt, Wüste Karakum             | 70.600                | 31                       |
| 4.2.2                   | 1123       | Cimarron River                                                                    | Nordamerika | Rocky Mountains                  | Arkansas River                      | 49.080                | 33                       |
| 1.3                     | 1120       | Atbara                                                                            | Afrika      | Hochland von Abessinien          | Nil                                 | 112.000               | 359                      |
| 90                      | 1120       | Fly                                                                               | Australien  | Maokegebirge                     | Korallenmeer                        | 76.000                | 6.500                    |
| 91                      | 1120       | Gambia                                                                            | Afrika      | Bergland von Fouta Djallon       | Atlantischer Ozean                  | 69.931                | 2.000                    |
| 3.4                     | 1119       | Jialing                                                                           | Asien       | Provinz Shaanxi                  | Jangtsekiang                        | 159.700               | 2.130                    |
| 12.3                    | 1115       | Liard River                                                                       | Nordamerika | Rocky Mountains                  | Mackenzie                           | 277.100               | 2.434                    |
| 92                      | 1112       | Mae Nam Chao Phraya (mit Mae Nam Nan)                                             | Asien       | Provinz Nan, Thailand            | Golf von Thailand                   | 151.868               | 2.700                    |
| 2.1.3                   | 1110       | Rio Aripuanã                                                                      | Südamerika  | Mato-Grosso-Plateau              | Rio Madeira                         | 146.257               | 4.064                    |
| 4.4.2                   | 1106       | Cumberland River                                                                  | Nordamerika | Appalachen                       | Ohio River                          | 46.830                | 862                      |
| 93                      | 1100       | Wadi Draa (periodisch)                                                            | Afrika      | Atlas                            | Atlantischer Ozean                  | 29.500                |                          |
| 6.1.4                   | 1097       | Konda                                                                             | Asien       | Westsibirisches Tiefland         | Irtysch                             | 72.800                | 390                      |
| 24.3                    | 1095       | Río Apure mit Río Uribante                                                        | Südamerika  | Ostkordillere                    | Orinoco                             | 147.000               | 2.400                    |
| 78 a                    | 1094       | Elbe (Namensstrang)                                                               | Europa      | Riesengebirge                    | Nordsee                             | 148.268               | 870                      |
| 94                      | 1094       | Ogooué                                                                            | Afrika      | Niederguineaschwelle             | Atlantischer Ozean                  | 223.856               | 5.500                    |
| 10.1.2                  | 1092       | Tjung                                                                             | Asien       | Mittelsibirisches Bergland       | Wiljui                              | 49.800                | 180                      |
| 6.1.5                   | 1091       | Om                                                                                | Asien       | Westsibirisches Tiefland         | Irtysch                             | 52.600                | 51                       |
| 95                      | 1090       | Barito (mit Murung)                                                               | Asien       | Müllergebirge                    | Javasee                             | 81.675                | 5.497                    |
| 2.1.1.2.2               | 1087       | Río Blanco                                                                        | Südamerika  | Chiquitanía                      | Río Iténez                          |                       |                          |
| 96                      | 1083       | Rovuma                                                                            | Afrika      | Östlich des Malawisees           | Indischer Ozean                     | 165.760               | 891                      |
| 97                      | 1082       | Jequitinhonha                                                                     | Südamerika  | Minas Gerais                     | Atlantischer Ozean                  | 70.315                |                          |
| 6.4                     | 1082       | Wassjugan                                                                         | Asien       | Westsibirisches Tiefland         | Ob                                  | 61.800                | 265                      |
| 18.2.2                  | 1080       | Ghaghara                                                                          | Asien       | Himalaya                         | Ganges                              | 127.950               | 2.980                    |
| 2.13                    | 1080       | Río Napo                                                                          | Südamerika  | Anden                            | Amazonas                            | 101.500               | 7.000                    |
| 4.1.5                   | 1080       | Yellowstone River                                                                 | Nordamerika | Rocky Mountains                  | Missouri River                      | 181.300               | 390                      |
| 98                      | 1078       | Huai He                                                                           | Asien       | Tongbai-Gebirge                  | Ostchinesisches Meer                | 263.600               | 1.110                    |
| 99                      | 1075       | Kunene                                                                            | Afrika      | Hochland von Bié                 | Atlantischer Ozean                  | 106.560               | 174                      |
| 67.1                    | 1072       | Aras                                                                              | Asien       | Bingöl-Gebirge                   | Kura                                | 102.000               | 285                      |
| 29.3.1                  | 1070       | Assiniboine River                                                                 | Nordamerika | Saskatchewan                     | Red River of the North              | 182.000               | 45                       |
| 14.5                    | 1070       | Rio Paranaíba                                                                     | Südamerika  | Serra da Mata da Corda           | Quellfluss des Río Paraná           | 344.112               | 3.200                    |
| 100                     | 1067       | Tschüi                                                                            | Asien       | Kirgisisches Gebirge             | Depression Asikol                   | 60.800                | 130                      |
| 6.5                     | 1063       | Großer Jugan                                                                      | Asien       | Wassjuganje                      | Ob                                  | 34.700                | 205                      |
| 101                     | 1062       | Trinity River (mit Trinity River West Fork)                                       | Nordamerika | Texas, nordwestlich Dallas       | Golf von Mexiko, Galveston Bay      | 40.380                | 180                      |
| 9.2.3                   | 1060       | Mfimi (mit Lukenie)                                                               | Afrika      | Östlich von Lodja                | Kasai                               | 140.500               | 1.912                    |
| 102                     | 1060       | Sanaga (mit Djérem)                                                               | Afrika      | Hochland von Adamaua             | Atlantischer Ozean                  | 131.520               | 2.072                    |
| 20.1                    | 1060       | Tanana River                                                                      | Nordamerika | Alaskakette                      | Yukon River                         | 115.300               | 1.246                    |
| 45.1                    | 1053       | Donez                                                                             | Europa      | Mittelrussische Platte           | Don                                 | 98.900                | 190                      |
| 10.2.2                  | 1053       | Maja                                                                              | Asien       | Dschugdschur                     | Aldan                               | 171.000               | 1.210                    |
| 24.4                    | 1050       | Río Arauca                                                                        | Südamerika  | Ostkordillere                    | Orinoco                             | 34.000                | 800                      |
| 13.2                    | 1050       | Bani mit Baoulé                                                                   | Afrika      | Bergland der Elfenbeinküste      | Niger                               | 101.600               | 513                      |
| 18.2.1.1                | 1050       | Chambal                                                                           | Asien       | Vindhyagebirge                   | Yamuna                              | 135.000               | 600                      |
| 103                     | 1050       | Río Paraíba                                                                       | Südamerika  | Serra da Mantiqueira             | Atlantischer Ozean                  | 60.000                | 1.000                    |
| 104                     | 1047       | Weichsel                                                                          | Europa      | Westbeskiden                     | Ostsee                              | 180.247               | 1.090                    |
| 105                     | 1045       | Oder, über Warthe                                                                 | Europa      | Krakau-Tschenstochauer Jura      | Ostsee                              | 118.861               | 574                      |
| 3.5                     | 1037       | Wu Jiang (mit Yachi He und Sancha He)                                             | Asien       | Wumeng Shan                      | Jangtsekiang                        | 80.308                | 1.108                    |
| 39.1                    | 1035       | Hotan                                                                             | Asien       | Karakorum                        | Tarim                               | 44.000                | 120                      |
| 3.6                     | 1033       | Yuan Jiang                                                                        | Asien       | Guizhou                          | Jangtsekiang                        | 89.163                | 2.158                    |
| 6.1.2.2                 | 1030       | Tura                                                                              | Asien       | Ural                             | Tobol                               | 80.400                | 230                      |
| 9.7                     | 1025       | Ruki (mit Busira und Tshuapa)                                                     | Afrika      | Kongobecken                      | Kongo                               | 173.790               | 4.500                    |
| 106                     | 1024       | Pur (mit Pjakupur und Jangjagun)                                                  | Asien       | Westsibirisches Tiefland         | Tasbusen, Karasee                   | 112.000               | 1.040                    |
| 107                     | 1020       | Düna                                                                              | Europa      | Waldaihöhen                      | Ostsee                              | 83.499                | 660                      |
| 107                     | 1020       | Loire                                                                             | Europa      | Zentralmassiv                    | Atlantischer Ozean                  | 115.271               | 940                      |
| 109                     | 1016       | Newa (mit Wolchow, Msta und Zna)                                                  | Europa      | Waldaihöhen                      | Ostsee                              | 281.000               | 2.500                    |
| 110                     | 1014       | Essequibo                                                                         | Südamerika  | Acarai Mountains                 | Atlantischer Ozean                  | 66.600                | 2.104                    |
| 34.2                    | 1014       | Gila River                                                                        | Nordamerika | Rocky Mountains                  | Colorado River                      | 150.700               | 172                      |
| 5.1.2.1                 | 1012       | Birjussa                                                                          | Asien       | Sajangebirge                     | Tassejewa                           | 55.800                | 350                      |
| 111                     | 1007       | Tajo                                                                              | Europa      | Sierra de Albarracín             | Atlantischer Ozean                  | 78.463                | 440                      |
| 2.1.2                   | 1006       | Río Yata                                                                          | Südamerika  | Moxos-Ebene                      | Río Mamoré                          |                       |                          |
| 112                     | 1004       | Flinders River                                                                    | Australien  | Great Dividing Range             | Golf von Carpentaria                | 109.000               | 96                       |
| 9.2.2.1                 | 1000       | Kwilu                                                                             | Afrika      | Hochland von Bié                 | Kwango                              | 93.250                |                          |
| 2.3.1                   | 1000       | Rio Acre                                                                          | Südamerika  | Anden                            | Rio Purus                           | 35.400                | 640                      |

## Längster Fluss der Erde
Der Nil galt nicht immer als der längste Fluss der Erde. Lange Zeit galt der Blaue Nil, mit dem er rund 4000 Kilometer lang ist, als Quellfluss des Nil und nicht der etwas kleinere, aber wesentlich längere Weiße Nil. Der längste Fließweg im Flusssystem des Weißen Nil über Luvironza, Ruvuvu und Akagera wurde erst 1893 von den Österreichern Oskar Baumann und Oskar Lenz entdeckt.
In der älteren Literatur, bis circa Ende 1970, findet man teilweise auch den Mississippi mit seinem Nebenfluss Missouri als den längsten Fluss der Erde. Dort wurde er fälschlicherweise mit 6.730 km oder 6.800 Kilometer angegeben. In der Literatur wurde der Nil auch nach den ersten Vermessungen nach 1893 zunächst nur mit 6.324 Kilometern angegeben und der Amazonas, gemessen über den Hauptquellfluss Marañón, mit 6.518 km. Den längsten Fließweg im Amazonas-System fand man erst 1971 im Quellgebiet des deutlich längeren Ucayali, und die bis dahin geltenden Längenangaben für den Amazonas mussten entsprechend korrigiert werden. So kam es, dass innerhalb weniger Jahre, je nach Genauigkeit der Messungen und Definition des Quellflusses, einmal der Nil als längster Fluss galt, dann der Mississippi mit Missouri und auch der Amazonas.
Auch in der heutigen Zeit ist die Listenposition des Nils je nach Definition des Flusslaufs des Amazonas nicht unumstritten. Wenn man den Flusslauf südlich der Flussinsel Marajó, die im Mündungsbereich des Amazonas liegt, über die Meeresbucht des Pará bis zum Atlantik mit einbezieht, kommt der Amazonas auf über 6.700 km Länge. Der Pará gehört aber hydrologisch gesehen zum Stromgebiet des Tocantins.
Längenangaben in der deutschen Literatur
- 1864: Brockhaus (11. Auflage, 1864–1868): Mississippi = 970 Meilen, Amazonas = 900 Meilen, Nil = 845 Meilen (mit 7,5 km pro Meile: 7275 km, 6750 km, 6337 km)[37]
- 1885: Meyers Konversations-Lexikon (4. Auflage, 1885–1892): Mississippi = 7050 km, Nil = 7000 km, Amazonas = 6000 km
- 1890: Meyers Konversations-Lexikon: Mississippi = 6530 km, Nil = 6170 km, Amazonas = 5710 km
- 1908: Meyers Konversations-Lexikon (6. Auflage, 1902–1908): Mississippi = 6970 km, Nil = 6397 km (5589 km ab Viktoriasee), Amazonas = 5340 km
- 1934: Meyers Kleines Lexikon (9. Auflage, 1933–1934): Mississippi = 6970 km, Nil = 6397 km, Amazonas = 5500 km[38]
- 1953: Bundesanstalt für Landeskunde: Amazonas = 6518 km, Nil = 6324, Mississippi = 6051 km
- 1964: Deutsche Buch-Gemeinschaft: DBG-Handlexikon: Nil = 6671 km, Amazonas = 6518 km, Mississippi = 6051 km[39]
- 1976: Hans Witte, Schülerbildungswerk, Erdkunde: Mississippi = 6730 km, Nil = 6671 km, Amazonas = 6518 km
- 1984: Das neue Lexikon in 10 Bänden: Nil = 6671 km, Amazonas = 6400 km, Mississippi = 6021 km
- 1991: Brockhaus (19. Auflage, 1986–1994): Nil = 6671 km,[40] Amazonas = 6518 km,[41] Mississippi = 3778 km (mit Missouri = 6021 km)[42]
- 2005: Die Zeit: Das Lexikon in 20 Bänden: Nil = 6671 km,[43] Amazonas = 6500 km,[44] Mississippi = 3765 km (mit Missouri = 5970 km)[45]

Weitere Angaben in der Literatur
- Mississippi mit Missouri: 7052 km, 6999 km, 6800 km, 6750 km, 6730 km, 6615 km, 6420 km, 6210 km, 6051 km, 6021 km, 6020 km, 6019 km, 5970 km
- Nil: 6695 km, 6690 km, 6672 km, 6671 km, 6670 km, 6650 km, 6324 km
- Amazonas: 6788 km, 6570 km, 6518 km, 6516 km, 6500 km, 6450 km, 6448 km, 6437 km, 6400 km